# Xã Grand Island, Michigan
Xã Grand Island (tiếng Anh: Grand Island Township) là một xã thuộc quận Alger, tiểu bang Michigan, Hoa Kỳ. Năm 2010, dân số của xã này là 47 người.